# Krzysztof Tadej
Krzysztof  Tadej (ur. 31 maja 1971 w Warszawie) – polski dziennikarz, publicysta i dokumentalista. Autor programów telewizyjnych, reportaży, filmów dokumentalnych, artykułów prasowych.
Absolwent I LO w Radomiu, Instytutu Dziennikarstwa Uniwersytetu Warszawskiego i Instytutu Historycznego UW (podyplomowe studia judaistyczne). Kierownik Redakcji Programów Publicystycznych Programu 1 TVP (1. 12. 2000 r. – 30. 09. 2004 r.) i z- ca kierownika tej redakcji (2000). Autor książek o Janie Pawle II. W Watykanie organizował i realizował programy, m.in. związane z 24. i 25. rocznicą pontyfikatu Jana Pawła II, beatyfikacją i kanonizacją Jana Pawła II. W 2016 za film "Życia nie można zmarnować", o dwóch polskich zakonnikach zamordowanych w Peru, otrzymał nagrodę nazywaną Oscarem Watykanu za "najlepszy film dokumentalny" podczas Międzynarodowego Festiwalu Filmowego „Mirabile Dictu“ pod patronatem Papieskiej Rady Kultury. Jest pierwszym Polakiem, który otrzymał Oscara Watykanu. Sukces powtórzył w 2017 r. Podczas tego samego festiwalu otrzymał ponownie główną nagrodę w kategorii najlepszy film dokumentalny za film pt. „Człowiek Boga” (film o życiu i działalności więzionego w sowieckich łagrach i więzieniach ks. Władysława Bukowińskiego).

## Praca w TVP
Z TVP związany od 1990 roku (współpraca z programem „Telewizja nocą”, „100 pytań do…” i "Jeśli nie Oxford, to co?"). Autor programów telewizyjnych, m.in.: „Wiara, nadzieja, miłość”, „Tego jeszcze nie było!”, „Jaka Polska?”,„Notacje katyńskie”, „Jan Paweł II. Zawsze będziesz wśród nas…”, „Jestem z wami”, „Gdybyśmy przegrali...”, "Kard. Gianfranco Ravasi” oraz  wielu odcinków cyklu dokumentalnego „Notacje”, prezentującego sylwetki wybitnych Polaków.
Wydawca programów publicystycznych tj.: „Gorący temat”, „Wieczór publicystyczny”, „Ludzie władza, pieniądze”, „Tylko w Jedynce”, „Temat dnia”, „Rozmowa Jedynki”, „Nigdy nie zapomnę…”,”, „Po północy”, „Nagroda Jana Nowaka Jeziorańskiego” „Konstytucja 3 Maja”, „Po powodzi” (współautor z Magdą Olszewską)  i transmisji telewizyjnych z ważnych wydarzeń historycznych tj. beatyfikacja Jana Pawła II, śmierć Jana Pawła II, wejście Polski do Unii Europejskiej, abdykacja Benedykta XVI, wybór papieża Franciszka i innych.
We wrześniu 2005 r. przygotował i zorganizował pierwszy w historii papiestwa klasyczny wywiad telewizyjny z papieżem Benedyktem XVI (wywiad przeprowadził ks. Andrzej Majewski SJ). Konsultował programy i filmy o Janie Pawle II realizowane dla telewizji RAI i NBC (Nightly News i News Reports). 

## Filmy dokumentalne i reportaże
- Człowiek Boga (2016 r.)
- Życia nie można zmarnować (2015 r.)
- Moje drugie życie (2015 r.)
- Życie po cudzie (2015 r.)
- Światem rządzi Bóg (2014 r.)
- Połączył nas papież (2014 r.)
- Papa Francesco. L'uomo che sta cambiando il mondo (2013 r.)
- Cykl: '"Polacy w Rzymie i Watykanie": Być dobrym jak chleb, Być dobrym Polakiem, Mój dom jest nad Wisłą, O mnie nie chodzi, Święty Jan Paweł II, Siostry Watykanu (2013 r.)''
- Papież Franciszek (2013 r.)
- Tajemnica Benedykta XVI (2013 r.)
- Kardynał Wojtyła papieżem! (2012 r.)
- Tajemnica Jasnej Góry (2012 r.)
- Nieznane życie Jana Pawła II (2012 r.)
- Tajemnica Jana Pawła II (2011 r.)
- Lolek (współautor) (2007)
- Zwykły, święty człowiek (współautor)  (2005)
- Polska czeka na papieża (1999)
- Wojna o Kaliningrad  (1995)
- Litwa dzisiaj  (1996)
- Zabić reportera (1994)
- Cud (1994)
- Życie masz tylko jedno (1993)
- Wszystko nie przeminie (1993)
- Normalna szkoła  (1993)

## Książki
- Sekretarz dwóch papieży. Rozmowa z ks. arcybiskupem Mieczysławem Mokrzyckim, Wydawnictwo Literackie 2017 r.
- Uczył świętości, Michalineum 2014 r.
- Świadkowie świętości, Edipresse Polska, Warszawa 2006 r.
- Blask świętości, Oficyna Wydawniczo- Poligraficzna „Adam”, Warszawa 2006 r. (II wydania)
- Dar świętości. Nieznane i zaskakujące wspomnienia o Janie Pawle II, Edycja św. Pawła, Częstochowa 2009 r.
- Jan Paweł II. Wspomnienia o człowieku, który zmienił świat,  Wydawnictwo Salwator,  Kraków 2011 r.

## Nagrody
- Nagroda dla najlepszego filmu dokumentalnego nazywana Oscarem Watykanu dla filmu Człowiek Boga – Międzynarodowy Festiwal Filmowy „Mirabile Dictu“ pod patronatem Papieskiej Rady Kultury (2017).
- Nagroda dla najlepszego filmu dokumentalnego nazywana Oscarem Watykanu dla filmu Życia nie można zmarnować – Międzynarodowy Festiwal Filmowy "Mirabile Dictu" pod patronatem Papieskiej Rady Kultury (2016). Jest pierwszym Polakiem, który otrzymał Oscara Watykanu.
- Nagroda specjalna – Srebrna szabla  –  nagroda biskupa polowego Wojska Polskiego Józefa Guzdka za film Człowiek Boga podczas VIII Międzynarodowego Festiwalu Filmów Historycznych i Wojskowych (2017)[2].
- Nagroda specjalna – Srebrna szabla  –  nagroda biskupa polowego Wojska Polskiego Józefa Guzdka za film Życia nie można zmarnować podczas VII Międzynarodowego Festiwalu Filmów Historycznych i Wojskowych (2016).
- Nagroda specjalna podczas Festiwalu Form Dokumentalnych „Nurt“ w Kielcach (2016). Nagroda Studenckiego Koła Naukowego Przyjaciół Teatru i Filmu za film Życia nie można zmarnować. Uzasadnienie: Film dokumentalny Krzysztofa Tadeja „Życia nie można zmarnować” pokazał widzom, że codziennie stajemy przed wyborem między dobrem a złem. To od nas zależy w jakim kierunku będzie zmierzał świat. Reżyser zwrócił nam uwagę na to, że życie nie jest najwyższą wartością, ale zawsze jest coś ponad nim – wiara, honor, miłość. Każdy z nas może sprawić, aby świat stał się piękniejszy.
- III nagroda – XI Polonijny Festiwal Multimedialny  „Polskie Ojczyzny 2016“  za film dokumentalny Człowiek Boga (o życiu ks. Władysława Bukowińskiego).
- II nagroda w kategorii filmów edukacyjnych i katechetycznych – XXXI Międzynarodowy Katolicki Festiwal Filmów w Niepokalanowie za film Życia nie można zmarnować (2016).
- Medal „Mater Verbi“ tygodnika katolickiego „Niedziela“ za działalność medialną dotyczącą programów telewizyjnych, reportaży, filmów dokumentalnych, artykułów prasowych oraz książek o Janie Pawle II (17. 09. 2016).
- III nagroda – XI Polonijny Festiwal „Losy Polaków 2016“ za film dokumentalny Człowiek Boga.
- II nagroda  – Festiwal Filmowy "Czerwiec`76" w Radomiu za film dokumentalny "Życia nie można zmarnować" (2016).
- Nagroda specjalna – X Polonijny Festiwal Multimedialny  "Polskie Ojczyzny 2015"  za film dokumentalny "Światem rządzi Bóg"  oraz  "wielokrotny udział i promocję Jasnej Góry jako miejsca spotkań Polaków".
- Brązowa szabla w kategorii filmu dokumentalnego – nagroda Ordynariatu Polowego Wojska Polskiego za film "Światem rządzi Bóg" podczas VI Międzynarodowy Festiwal Filmów Historycznych i Wojskowych (2015).
- II nagroda w kategorii programów telewizyjnych  – XXX Międzynarodowy Katolicki Festiwal Filmów w Niepokalanowie za film "Światem rządzi Bóg" (2015).
- I nagroda w kategorii programów telewizyjnych  – XXIX Międzynarodowy Katolicki Festiwal Filmów w Niepokalanowie za film "Papież Franciszek. Człowiek, który zmienia świat" (2014).
- Nagroda w kategorii programy telewizyjne (III nagroda) podczas VIII Polonijnego Festiwalu Multimedialnego „Polskie Ojczyzny 2013”  za program  „Nigdy nie zapomnę”
- Nagroda specjalna Katolickiego Stowarzyszenia Filmowego – XXVIII Międzynarodowy Festiwal Niepokalanów 2013 za program „Prymas Polski Kardynał Józef Glemp"
- Nominacja do nagrody TOTUS 2012 w kategorii "Propagowanie nauczania Jana Pawła II". Nominowany za "wieloletnią popularyzację nauczania Ojca Świętego Jana Pawła II i za zrealizowanie filmu „Nieznane życie Jana Pawła II”
- I nagroda – VII Polonijny Festiwal Multimedialny „Polskie Ojczyzny” (2012) w kategorii programy telewizyjne (za cykl "Notacji" pt. "Nienawidzę nienawiści" i film "Nieznane życie Jana Pawła II")
- VIII Międzynarodowy Festiwal ”Magnificat 2012” na Białorusi nagroda za "nowe podejście do odkrywania postaci papieża Polaka" (film "Tajemnica Jana Pawła II")
- I nagroda w kategorii programów telewizyjnych  – XXV Międzynarodowy Festiwal Filmów w Niepokalanowie za programy „Żarty Karola Wojtyły – ks. bp Adam Dyczkowski" oraz „Czerwone noce na Wołyniu. O. Hieronim Warachim" (2010)
- I nagroda – V Polonijny Festiwal Multimedialny „Polskie Ojczyzny”  (2010) w kategorii programy telewizyjne
- Mały Feniks 2007 za promowanie w mediach książki katolickiej (2007)
- I nagroda – Ogólnopolski Przeglądu Form Dokumentalnych w Poznaniu za cykl „Program Powszechnej Prywatyzacji” (współautor Andrzej Halicki) i program „Giełda Papierów Wartościowych” (1998)
- Nagroda prezesa Krajowej Izby Gospodarczej za program "VI Forum Ekonomiczne" (1997) – Przegląd Form Dokumentalnych Bazar'97